# تستنج مام
TestingMom.com خدمة إلكترونية تُتيح مواد إعداد الاختبار للآباء والأمهات المتعلقة بتعليم الموهوبين وتجاوز الاختبارات، تأسست هذه الخدمة في عام 2010. كما تمنح عضوية موقع تستنج مام خدمات استشارة أهل الخبرة وإقامة حلقات دراسية عن بعد وطرح أسئلة تدريبية بالإضافة إلى الكتب والألعاب.
ويدعم هذا الموقع أيضًا الحلقات التعليمية، حيث يتعرف الآباء والأمهات على الإجراءات اللازمة لعملية الالتحاق بالمدارس الخاصة وبرامج تعليم الموهوبين. وقد تأسس هذا الموقع على يد كل من مايكل مكوردي خبير الآباء الموهوبين وكارين كوين المؤلفة صاحبة أفضل المبيعات وفقاً لمجلة نيو يورك تايمز . ، والتي تعد كتبها المتعلقة برياض الأطفال إلى جانب قصتها الشهيرة (ذا ايفي كرونيكلز) (The Ivy Chronicles) هي السبب وراء منحها لقب "تستنج مام."
في عام 2011، قامت مجلة نيو يورك بوست بنشر العديد من أسئلة موقع تستنج مام كجزء من مقالات تعليم الموهوبين.

## الاختبارات المتضمنة
اعتبارًا من عام 2011، احتوى موقع TestingMom.com على 25000 سؤال تدريبي لاختبارات عديدة منها اختبار براآن لقياس الاستعداد للمدرسة ومقْيَاسُ ويكسلر لذكاء الأطفال قبل المدرسة واختبار كوفمان المختصر للذكاء وامتحان أوتيس لينون للقدرات المدرسية واختبار رافن للمصفوفات المتتابعة ومعايير رينولدز للتقييم الفكري واختبار ستانفورد – بينة واختبار وكسلر لقياس معدل الذكاء للطفل واختبار ناجلري للقدرة غير اللفظية واختبارات وودكوك - جونسون للتحصيل الدراسي.

## وصلات خارجية
- Official site
- Official site of Karen Quinn